# Flamanville (Seine-Maritime)
Flamanville ist eine französische Gemeinde mit 466 Einwohnern (Stand: 1. Januar 2022) im Département Seine-Maritime in der Region Normandie. Die Gemeinde gehört zum Arrondissement Rouen und zum Kanton Yvetot. Die Bewohner werden Flamanvillais und Flamanvillaises genannt.

## Geografie
Flamanville liegt in der Landschaft Pays de Caux im Zentrum des Départements, etwa 28 Kilometer nordwestlich von Rouen. Nachbargemeinden von Flamanville sind Grémonville im Norden, Motteville im Osten, Croix-Mare im Süden, Écalles-Alix im Süden und Südwesten sowie Ectot-lès-Baons im Westen und Nordwesten.

## Geschichte
Die Namen der Orte im Pays de Caux wurden von den Römern vergeben, um die Einheit des Stammes und des Territoriums der ersten Bewohner zu respektieren. Der Ort hieß damals Flamanville l’Esneval, abgeleitet vom lateinischen Wort Villa, das auf einen Kleinbauernhof hinweist, dem der französische Nachname Flamenc vorangestellt war.
Die Stadt gehörte zum Baronat Esneval des Seigneurs von Pavilly und wurde deshalb ursprünglich Flamanville l’Esneval genannt, wie viele andere Dörfer, die zu diesem Baronat gehörten. Ende des 19. Jahrhunderts verlor die Stadt ihren Beinamen Esneval, was heutzutage bedauerlich sein kann, da es häufig zu Verwechslungen mit der im Département Manche gelegenen Gemeinde Flamanville kommt.

## Bevölkerungsentwicklung

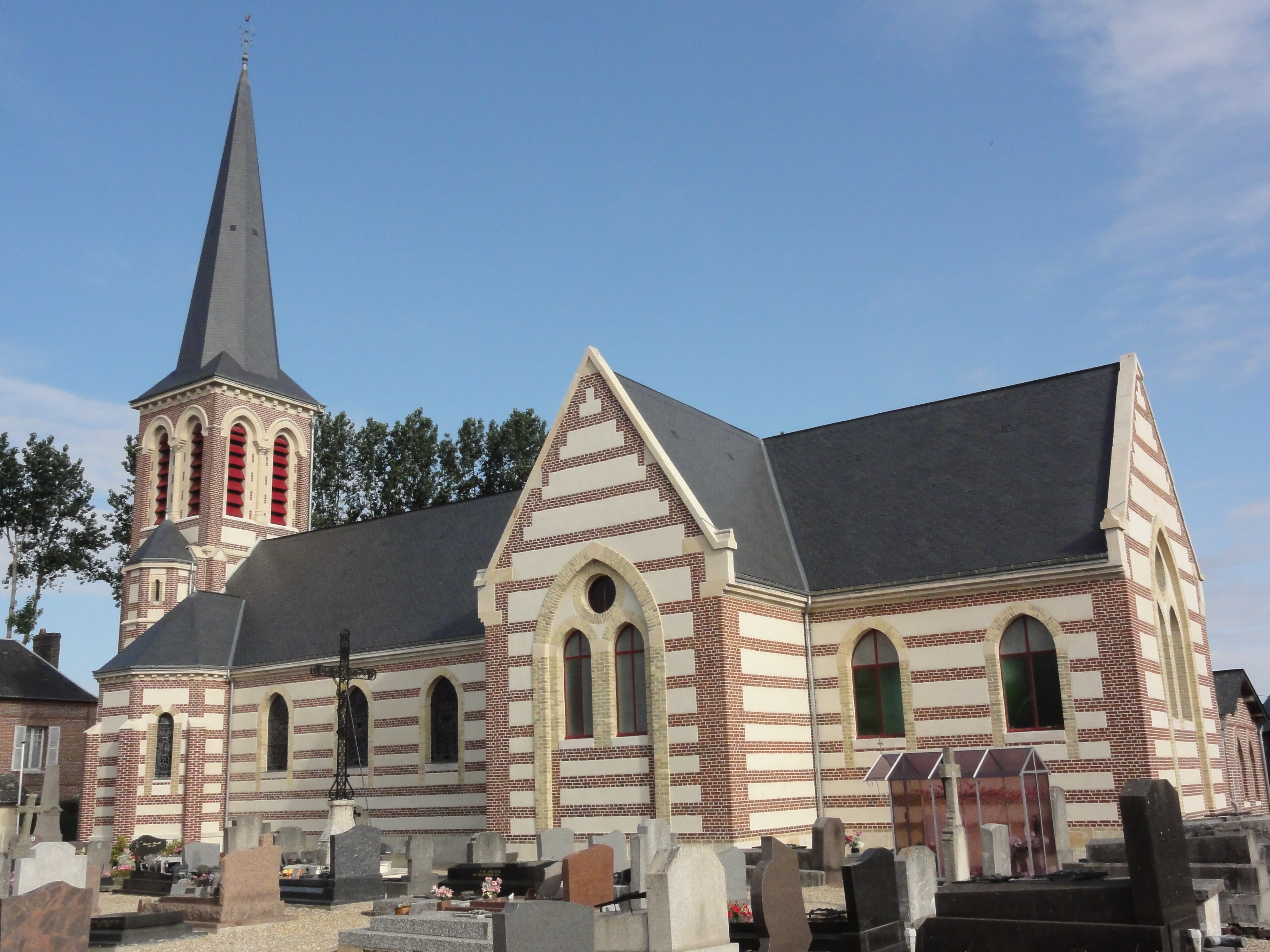
Pfarrkirche Notre-Dame

| Jahr                       | 1962 | 1968 | 1975 | 1982 | 1990 | 1999 | 2006 | 2013 | 2020 |
| Einwohner                  | 320  | 291  | 254  | 295  | 323  | 343  | 398  | 461  | 476  |
| Quellen: Cassini und INSEE |      |      |      |      |      |      |      |      |      |

## Sehenswürdigkeiten
- Pfarrkirche Notre-Dame, einschiffiger Neubau aus dem ausgehenden 19. Jahrhundert